# صفحه‌کلیدهای اپل

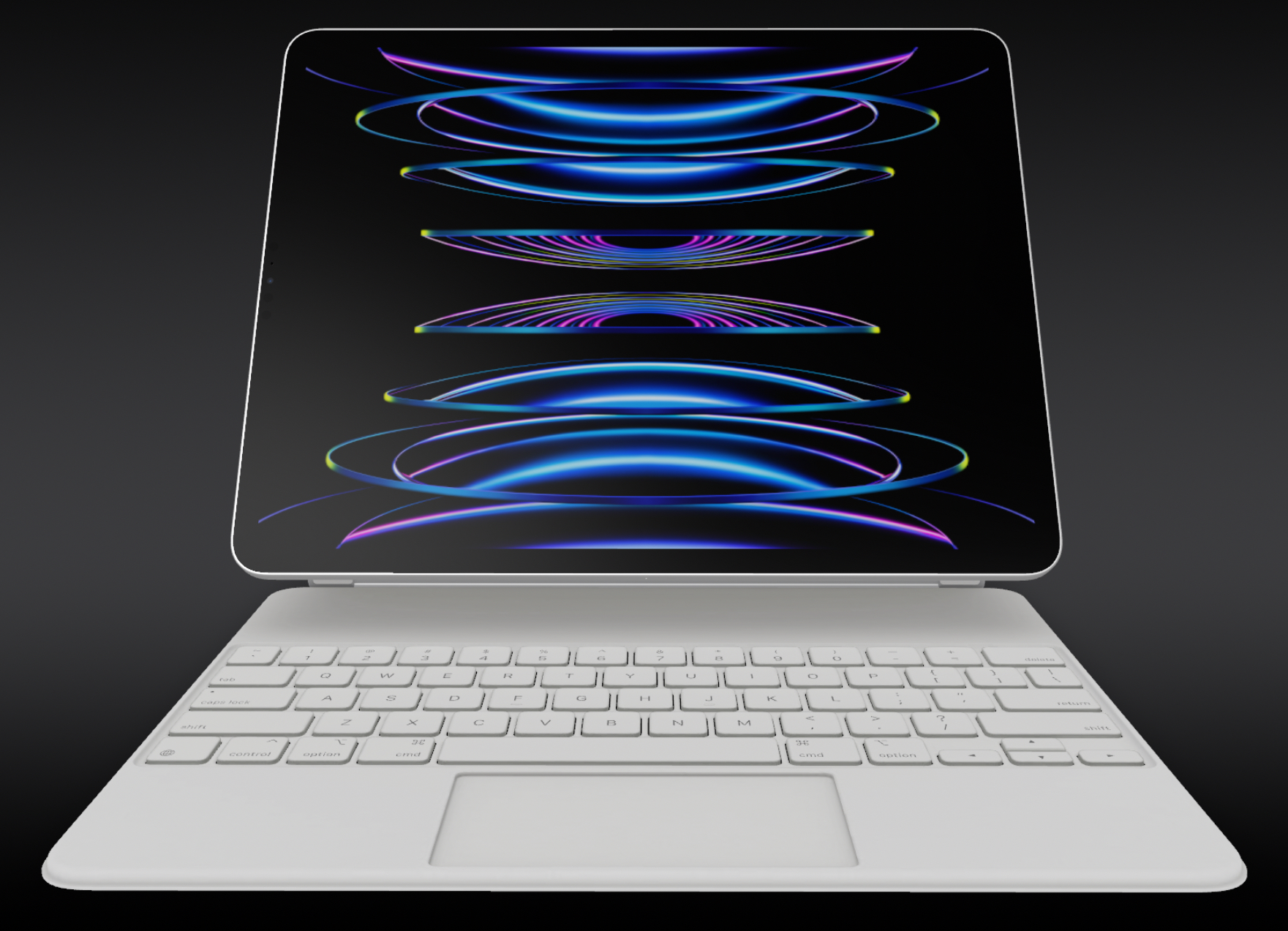
صفحه‌کلید مجیک (رنگ سفید)، وصل‌شده بر آی‌پَد پرو ۲۰۲۱

صفحه‌کلید اَپِل یا کیبورد اَپِل (به انگلیسی: Apple Magic Keyboard) نوعی صفحه‌کلید (کیبورد) کاور تهیه‌شده توسط شرکت اَپِل برای محصولات آی‌پد است که با نصب آن بر آی‌پدها می‌توان از آنها به‌عنوان تبلت و لپ‌تاپ استفاده کرد. مجیک کیبورد یک طرف کاور برای پشت آی‌پدها و یک صفحه‌کلید دارد که بر آی‌پد وصل می‌شود.